# Polžov
Polžov je osada, část obce Mokrý Lom v okrese České Budějovice v Jihočeském kraji. Leží zhruba patnáct kilometrů jihovýchodně od Českých Budějovic a sedm kilometrů západně od Trhových Svin. V roce 2011 zde trvale žilo patnáct obyvatel.

## Historie
První písemná zmínka o vesnici pochází z roku 1541.
Osada Polžov (starší názvy: Pojžov, Plžov, Spolzov) patřila pánům z Velešína do roku 1387. Toho roku přešla na Rožmberky. Roku 1418 převzal rožmberské dominium Oldřich II. z Rožmberka. Roku 1419 jsou Mokrý Lom, Polžov, Ločenice a další blízké vesnice jmenovány v souvislosti s ukončením tzv. odúmrtí - tj. práva vrchnosti dědit majetek, pokud rod nemá přímého dědice. Roku 1459 ji prodal Jan II. z Rožmberka Mikuláši z Holkova za 2 kopy, 48 grošů. V roce 1553 v Polžově žili 4 usedlíci. Platili ročně 4 kopy, 96 grošů a za robotu 6 grošů. Roku 1541 byla ves zapsána v zemských deskách k panství Nové Hrady. Od roku 1611 zdědili po Rožmbercích majetek páni ze Švamberka, po roce 1620 se zkonfiskovaný majetek stal držením hrabat Buquoyů.

## Obyvatelstvo
| Rok                                                          | 1869 | 1880 | 1890 | 1900 | 1910 | 1921 | 1930 | 1950 | 1961 | 1970 | 1980 | 1991 | 2001 | 2011 | 2021 |
| ------------------------------------------------------------ | ---- | ---- | ---- | ---- | ---- | ---- | ---- | ---- | ---- | ---- | ---- | ---- | ---- | ---- | ---- |
| Počet obyvatel                                               | 73   | 61   | 55   | 57   | 53   | 58   | 48   | 33   | 27   | 19   | 12   | 8    | 1    | 15   | 19   |
| Počet domů                                                   | 12   | 12   | 12   | 11   | 10   | 11   | 10   | 11   | 34   | 6    | 6    | 11   | 10   | 10   | 11   |
| Počet domů z roku 1961 uveden pouze za celou obec Mokrý Lom. |      |      |      |      |      |      |      |      |      |      |      |      |      |      |      |

## Obecní správa
Po zrušení poddanské příslušnosti k buquoyskému panství Nové Hrady tvořil Polžov od roku 1850 součást obce Sedlce. Ke dni 28. února 1924 se oddělil v rámci obce Mokrý Lom, s níž byl mezi 14. červnem 1964 a 23. listopadem 1990 včleněn pod obec Římov. Od znovuosamostatnění Mokrého Lomu coby obce dne 24. listopadu 1990 je Polžov jeho částí.